# Tonkotsu ramen

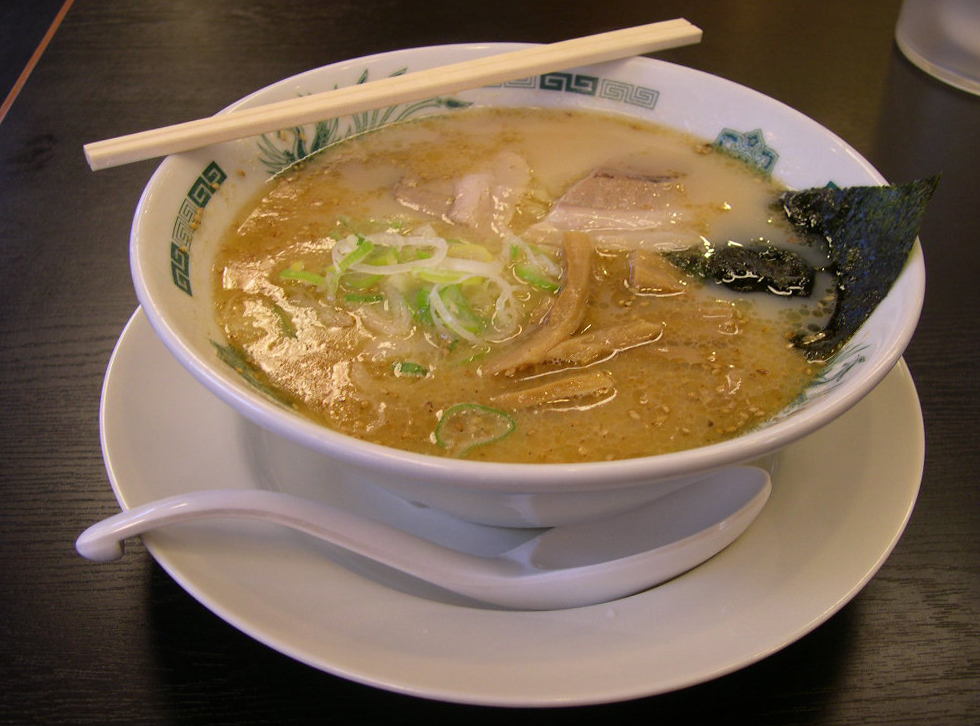
Tonkotsu ramen

El tonkotsu ramen (豚骨ラーメン?) es un plato de ramen originado en la ciudad de Fukuoka, Prefectura Fukuoka, en la isla japonesa de Kyushu, y es un plato especial tanto en Fukuoka como en Kyushu. El caldo de la sopa se basa en huesos de cerdo y otros ingredientes, que generalmente se hierven durante varias horas, y el plato se cubre tradicionalmente con panceta de cerdo en rodajas y se sirve con fideos ramen que son duros en el centro. En Fukuoka, Japón, el tonkotsu ramen se conoce como ramen Hakata.

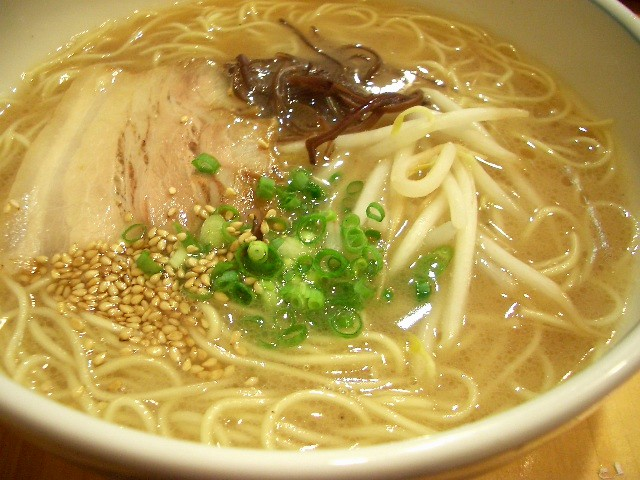
Una vista de cerca del plato.

El caldo para el tonkotsu ramen se basa en los huesos de cerdo, de hecho el término tonkotsu (豚骨/とんこつ?) en japonés significa «huesos de cerdo». El caldo de sopa se prepara hirviendo huesos de cerdo en agua durante un período de tiempo significativo, hasta 18 horas, y el caldo suele tener un aspecto turbio. Los ingredientes adicionales del caldo pueden incluir cebolla, ajo, cebolletas, jengibre, tocino, manos de cerdo, aceite y carcasas de pollo. Para el servicio, se agregan fideos ramen cocidos y rebanadas de panceta de cerdo asada o estofada (char siu), y los ingredientes adicionales pueden incluir kombu, kikurage, shōyu, pasta de frijoles con chile, semillas de sésamo y otros.  
El método de preparación tradicional para los fideos que se usan en el tonkotsu ramen es que éstos estén duros en el centro.  Algunas tiendas de ramen permiten a los clientes seleccionar el nivel de firmeza de los fideos, incluido futsu para regular o estándar, harigane para muy duro, barikata para al dente y yawamen para suave. Algunos restaurantes también brindan una segunda orden de fideos si el cliente lo solicita, en un sistema denominado kaedama. 

## Historia

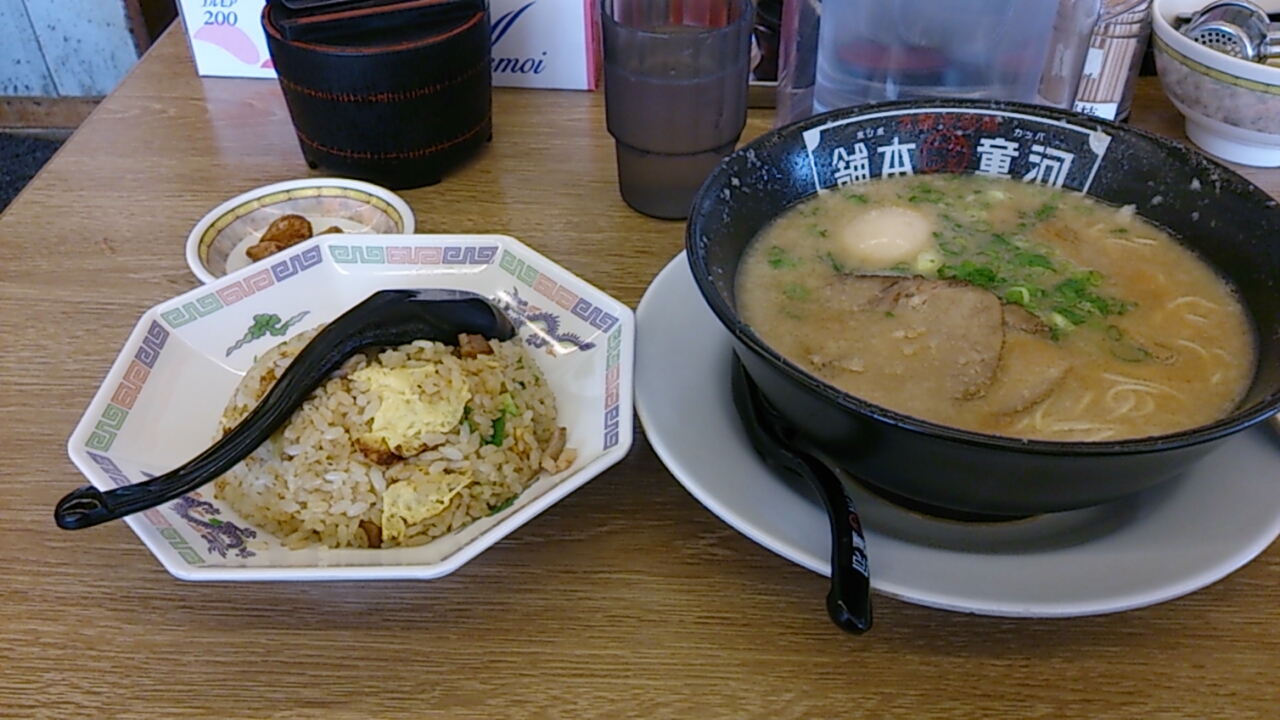
Tonkotsu ramen con chahan

El tonkotsu ramen se originó en Kurume, prefectura de Fukuoka, que se encuentra en la costa norte de la isla de Kyushu en Japón, y es un plato especial en Fukuoka y Kyushu. En Fukuoka, el plato a menudo se conoce como Hakata ramen (博多ラーメン?) ya que Hakata es el nombre histórico del centro de Fukuoka, pero también se puede llamar "Tonkotsu Ramen". El plato se prepara en tiendas de ramen en todas las demás regiones de Japón. El tonkotsu ramen se preparó originalmente como una comida rápida asequible y fácil de preparar para los trabajadores de los mercados de pescado. En la actualidad, el tonkotsu ramen es famoso por el tiempo significativo que puede llevar preparar una versión adecuada del plato.

## Otras lecturas
- Japan Ramen Magazine (2017). Tokyo Tonkotsu Ramen: The Best. Nippan Ips. ISBN 978-4-86505-073-8. 200 pages.

- Datos: Q29960670
- Multimedia: Tonkotsu-ramen / Q29960670